# Europäische Vereinigung für Tierproduktion
Die Europäische Vereinigung für Tierwissenschaften (EVT), gegründet als 'European Association for Animal Production' EAAP, ist eine internationale wissenschaftliche Gesellschaft zu Fragen der Nutztierhaltung. Die Organisation vereint Wissenschaftler, Tierzüchter, Mitglieder der Agrarverwaltung und Nutztierhalter zum Zwecke des wissenschaftlichen Erkenntnisaustauschs, für Prüfung der Praxistauglichkeit der Ergebnisse sowie Informationsforum für Politiker und Administration. Die EAAP wurde 1949 in Paris gegründet, hat ihren Sitz in Rom und versteht sich als Nichtregierungsorganisation.
Sie nennt sich heute European Federation for Animal Science (French: Fédération Européenne de Zootechnie; German: Europäische Vereinigung für Tierwissenschaften; Italian: Federazione Europea di Zootecnia).

## Geschichte
Die EAAP wurde am 8. November 1949 während des 5. Internationalen Kongresses für Tierproduktion in Paris gegründet. Zum ersten Präsidenten wurde André-Max Leroy gewählt, der auch als Hauptinitiator der Vereinsgründung gilt. Obwohl der Verein als europäische Organisation geplant war, wurden bereits bei der Gründungsversammlung auch außereuropäische Mitglieder aufgenommen. Die Gründungsmitglieder kamen aus Belgien, Dänemark, Frankreich, Deutschland, Iran, Italien, Marokko, Niederlande, Österreich, Spanien, Schweiz und Tunesien.
Laut Satzung ist der Zweck der Vereinigung die Förderung der wissenschaftlichen Forschung und Übertragung der Forschungsergebnisse auf die Nutztierhaltung sowie Förderung internationaler Kooperationen zwischen den Mitgliedsorganisationen.
Die Deutsche Gesellschaft für Züchtungskunde ist als Gründungsmitglied die offizielle Vertretung der Bundesrepublik Deutschland in der EAAP.